# Левін Вадим Олександрович
Вадим Олександрович Левін (нар. 19 листопада 1933, Харків) — український дитячий поет, педагог, кандидат психологічних наук (1984).

## Біографія
Народився в харківській інтелігентській сім'ї. Племінник поетеси Хани Левиної.
Закінчив 1957 р. Національний технічний університет «Харківський політехнічний інститут», 1971 р. — філологічний факультет Харківського Університету.
Сфера професійних інтересів: вікова психологія, педагогіка, дитяча багатомовність, методика формування художнього сприйняття літератури.
В Харкові з 20-ти років вів міську дитячу літературну студію та одночасно в Москві був одним з ведучих дитячого ток-шоу «З ранку раніше» (Центральне телебачення Держтелерадіо СРСР). Автор тексту пісні «Куди поїхав цирк?» [Архівовано 19 жовтня 2012 у Wayback Machine.], Музику до якої написав Бистряков Володимир Юрійович, а виконував Леонтьєв Валерій Якович.
Член Спілки письменників Москви [Архівовано 8 березня 2022 у Wayback Machine.], співавтор сучасного «Букваря» (за системою Д. Ельконіна — В. Давидова) та підручників з російської мови, автор численних книг з педагогіки.
З 2001 р. живе в Німеччини, в Марбурзі. Його дочка — Ольга Левіна — чотириразова чемпіонка світу з міжнародних шашок — з 1995 року проживає в Хайфі (Ізраїль).

## Твори
- Глупая лошадь (Новосибирск, 1969),
- Прогулка с дочкой (Харьков, 1971),
- Хвалилка для котят (М., 1998),
- Куда уехал цирк? (Ярославль, 2002),
- Silly Horse (USA, Columbus, OH: Pumpkin house, — 2004),
- Рыбка-с-Двумя-Хвостами (Jerusalem — Москва, 2007),
- Между нами (М., Октопус, 2009. У співавторстві з Ренатою Мухою)
- Соавтор мой крылатый (Харьков: Фолио, 2012)

і багато інших.
- У видавництві «Златоуст» (СПб.) вийшли друком складені ним російські хрестоматії для дітей, що живуть поза Росією: «Дар слова. Частина 1. Це дуже цікаво (хрестоматія для дітей та методичні підказки для педагогів та батьків»), «Дар слова. Частина 2: Як добре вміти читати!».

## Робочий простір в Інтернеті
- vadimlevin — блог у LiveJournal, який веде Левін Вадим Олександрович.
- ЛіСтВа — ЛІтературна СТудія ВАдима Левіна
- Особиста сторінка на ПримWiki [Архівовано 14 листопада 2009 у Wayback Machine.]